# Souâd Ayada
Souâd Ayada, née le 29 juillet 1970, est une philosophe française, spécialiste de la spiritualité et de philosophie islamiques.
Après avoir été doyenne de l'Inspection générale de philosophie, elle préside à partir du 23 novembre 2017 le Conseil supérieur des programmes,,, qu'elle quitte le 4 février 2022 pour diriger un groupement d'intérêt public (association de  l'Unistra, l'AMU, l'INALCO, l'EPHE et l'EHESS) nouvellement créé par le ministère de l'Enseignement supérieur, de la recherche et de l'innovation sous le nom d'Institut français d'islamologie. Elle est remplacée le 15 septembre 2022 par Pierre Caye.

## Biographie
Née au Maroc en 1970, Souâd Ayada est arrivée en France à l'âge de 4 ans, en 1974. Cadette d'une fratrie de quatre enfants, elle est la fille d'un ouvrier. Scolarisée à Grande-Synthe dans le Dunkerquois, puis au lycée Faidherbe de Lille pour les classes d'hypokhâgne et de khâgne, elle étudie ensuite à l’université Lille-III.
À 23 ans, en 1993, elle est reçue à l'agrégation de philosophie, puis devient allocataire de recherche.
Jusqu’à la fin des années 2000, elle enseigne la philosophie en lycée et en classes préparatoires dans les académies de Lille et de Créteil. Elle est inspectrice d’académie de philosophie dans les académies de Lyon, Grenoble, Paris et Orléans-Tours, avant d’être nommée inspectrice générale en novembre 2011.
À la suite de la démission du géographe Michel Lussault, Souâd Ayada est nommée présidente du Conseil supérieur des programmes le 23 novembre 2017. Elle est la troisième à occuper ce poste, après Alain Boissinot et Michel Lussault, qui l'ont respectivement abandonné le 9 juin 2014 et le 26 septembre 2017.
Elle partage avec son conjoint, le philosophe Christian Jambet, une passion pour le soufisme.

## Décoration
- Chevalier de la Légion d'honneur, janvier 2019

## Pédagogie scolaire
Souâd Ayada est membre de la mission Mathiot chargée de réformer le baccalauréat. Depuis qu'elle est présidente du Conseil supérieur des programmes, elle s'est plusieurs fois exprimée sur l'école, la pédagogie et les programmes scolaires.
Souâd Ayada est définie comme une « anti-NVB », c'est-à-dire en désaccord avec la politique de la ministre précédente. Dans un entretien donné au Figaro en 2018, elle prône « un retour aux fondamentaux dans les programmes scolaires » et déclare son attachement à l'exercice de la dissertation : « Contrairement à ce qu’en disent certains, ce n’est pas un exercice formel ou de pure rhétorique. Il sollicite toutes les compétences et permet de mettre en avant l’autonomie, la réflexion personnelle. »

## Publications

### Ouvrages
- Avicenne, Éd. Ellipses, 2002.
- L'Islam des théophanies : une religion à l'épreuve de l'art, Éditions du CNRS, 2010[17].

### Publications collectives
- Louis Massignon, Écrits mémorables, textes établis, présentés et annotés sous la direction de Christian Jambet par François Angelier, François L'Yvonnet et Souâd Ayada, Éd. Robert Laffont, coll. « Bouquins », 2009.
- L'Art, un miroir du sacré ?, ouvrage collectif dirigé par Maurice Arama, Albin Michel, 2009.